# Скарпа, Антонио
Антонио Скарпа (итал. Antonio Scarpa; 1747 или 1752 — 1832) — итальянский анатом и хирург.
Член Лондонского королевского общества (1791).

## Биография
Изучал медицину в Падуе и Болонье, в 1772 г. был профессором анатомии в Модене. За восьмилетнее своё пребывание здесь он вновь создал все медицинские учреждения, в частности анатомическую аудиторию и хирургическую клинику. В 1784 г. император Иосиф II назначил его профессором анатомии в Павии.
Когда в 1796 г. Павия была присоединена к Цизальпинской республике, Скарпа стал во главе дирекции медицинских учреждений по хирургическому отделу. Наполеон I назначил его своим главным лейб-хирургом.

## Труды
- «Observationes de structura fenestrae rotundae» (Модена, 1772)
- «Anatomicae disquisitiones de auditu et olfactu» (Павия, 1789)
- «Tabulae neurologicae ad illustrandam historiam cardiacorum nevrorum» (Павия, 1794)
- «De anatomia et pathologia ossium» (Павия, 1827)
- «Sulle principali malattie degli occhi» (Павия, 1816, 5 изд.)
- «Sull’aneurisma» (Павия, 1804), «Sul’ernie» (2 изд., Павия, 1820).

На немецком языке ряд хирургических трудов появился под заглавием: «Antomo S. s. neue chirurg. Schriften» (перев. Thieme, Лпц., 1828—31). Баккони издал полное собрание сочинений Скарпа (Флоренция, 1836).